# Stadion 19 Maja w Samsunie
Stadion 19 Maja w Samsunie (tur. Samsun 19 Mayıs Stadyumu) – wielofunkcyjny obiekt sportowy w Samsunie w Turcji. 

## Charakterystyka
Został otwarty 23 lutego 1975 roku, dwukrotnie – w 2008 i 2011 roku – był modernizowany. Pojemność stadionu to 17 400 miejsca. Obecnie spełnia wszystkie kryteria UEFA do rozgrywania najważniejszych spotkań piłkarskich. Na stadionie swoje mecze domowe rozgrywa miejscowy klub Samsunspor.
Na stadionie swoje mecze rozgrywała reprezentacja Turcji oraz kluby grające w europejskich pucharach.